# Wohngemeinschaft Bonameser Straße
Die Wohngemeinschaft Bonameser Straße (auch: Bonameser Weg oder Bonameser Platz) ist ein 1953 im Frankfurter Stadtteil Eschersheim an der Grenze zum Stadtteil Frankfurter Berg (damals Bonames) entstandenes Wohnwagenlager.
Dort entstand aufgrund eines Beschlusses der Frankfurter Stadtverordnetenversammlung das Wohnwagenlager am Bonameser Hang, die heutige „Wohngemeinschaft Bonameser Straße“. Das als Provisorium geplante Gebiet für die im Stadtgebiet stehenden Wohnwagen wurde gegen die Widerstände der Anwohner und der Menschen, die dort zukünftig leben sollten, errichtet. Die „Reisenden“ wie beispielsweise Schausteller, Zirkusangehörige oder Artisten wären gerne auf ihren seit Generationen genutzten Flächen im Stadtgebiet geblieben. Bereits seit der Reichsgründung nach 1870 wurden „Fahrende“ jedoch ausgegrenzt und diskriminiert. Diese Politik der Ausgrenzung steigerte sich in der Zeit des Nationalsozialismus zu einer Politik der Vernichtung, die für viele Reisende mit der Deportation ins Zigeunerlager Auschwitz verbunden war.
Die behelfsmäßigen Wohnwagen und Wohnbauten, zum größten Teil in Eigenarbeit errichtet, wurden inzwischen weitgehend durch den Bau von Häusern ersetzt. Es fehlten zunächst Wasser- und Stromanschlüsse. 1977 ist eine von der Stadt Frankfurt dort aufgebaute Kindersozialstation abgebrannt. In der Umgangssprache der umliegenden Stadtteile wird der Bonameser Platz oft als „Zigeunerlager“ bezeichnet. Unter den Familien auf dem Platz befinden sich Jenische. Vereinzelte Verbindungen zu Sinti werden genannt, weitere Roma werden nicht erwähnt.